# Matthias Heidemann
Pour les articles homonymes, voir Heidemann.
Matthias Heidemann (né le 7 février 1912 à Cologne et mort le 30 novembre 1970) était un joueur de football international allemand, qui jouait en tant qu'attaquant.

## Biographie
Il a joué dans deux clubs différents dans sa carrière, au Werder Brême puis au Bonner FV.
En international, avec l'équipe d'Allemagne, il est surtout connu pour avoir été sélectionné par l'entraîneur allemand Otto Nerz avec 21 autres joueurs, pour participer à la coupe du monde 1934 en Italie.